# Бухта Невельского
Бухта Невельско́го — бухта на западе пролива Невельского Охотского моря, вдаётся в восточную часть материка.

## География
Ограничена мысами Муравьёва на севере и Невельского на юге, расстояние между которыми 23,5 километра. Также в бухте расположены мысы Коврижка, Каменный, Карьерный и Причальный. На севере находится остров Попова. Перед входом в южную часть, вблизи Южного фарватера, — банка Невельского.
В бухту впадают реки Нигирь (в устье которой находится одноимённое село и урочище Озерки), Псю и другие более мелкие реки и ручьи.
Обширная, мелководная бухта, берега возвышены только у входных мысов, в остальной части — низкие и покрыты лесом. Вдоль западного берега тянется полоса осушки, ширина которой достигает 4 километров.